# Collisore
Un collisore è un tipo di acceleratore di particelle che porta due opposti fasci di particelle insieme in modo tale da portarli alla collisione. I collisori possono essere implementati tramite acceleratori ad anello o acceleratori lineari.
I collisori vengono impiegati come strumento di ricerca in fisica delle particelle, accelerando le particelle a livelli molto alti di energia cinetica e lasciando che colpiscano altre particelle. L'analisi dei sottoprodotti di queste collisioni fornisce agli scienziati uno strumento di indagine della struttura del mondo subatomico e delle leggi della natura che lo governano. Queste ultime possono diventare misurabili solo ad alte energie e per piccoli periodi di tempo, risultando quindi difficili o impossibili da studiare in altri modi.

## Modello
In fisica delle particelle si ottengono informazioni sulle particelle elementari accelerando queste ultime ad alti livelli di energia cinetica e lasciandole scontrare con altre particelle. Una volta raggiunta un'energia sufficientemente elevata, si verifica una reazione che trasforma le particelle iniziali in altre particelle prodotto. La rilevazione di questi prodotti fornisce un modo di approfondire la fisica sottostante.
Per fare tali esperimenti ci sono due possibili configurazioni:
- Bersaglio fisso: Un fascio di particelle (il proiettili) è accelerato con un acceleratore di particelle, e come compagno di scontro, si mette un bersaglio stazionario lungo il percorso del fascio.
- Collisore: Due i fasci di particelle sono accelerati e i fasci sono diretti l'uno contro l'altro, in modo che le particelle si scontrino mentre viaggiano in direzioni opposte.

La configurazione del collisore è più difficile da costruire ma ha il grande vantaggio che secondo relatività speciale l'energia di un collisione anelastica tra due particelle che si avvicinano l'una all'altra con una data velocità non è solo 4 volte più alta come nel caso di una particella a riposo (come sarebbe nella fisica non relativistica); può essere ordini di grandezza più alti se la velocità di collisione è vicina alla velocità della luce.
Nel caso di un collisore in cui il punto di collisione è a riposo nel telaio di laboratorio (ad es. {\displaystyle {\vec {p}}_{1}=-{\vec {p}}_{2}}), il centro di energia di massa {\displaystyle E_{\mathrm {cm} }} (l'energia disponibile per produrre nuove particelle nella collisione) è semplicemente {\displaystyle E_{\mathrm {cm} }=E_{1}+E_{2}}, cui {\displaystyle E_{1}} e {\displaystyle E_{2}} è l'energia totale di una particella da ciascun fascio. Per un esperimento a bersaglio fisso in cui la particella 2 è a riposo, {\displaystyle E_{\mathrm {cm} }^{2}=m_{1}^{2}+m_{2}^{2}+2m_{2}E_{1}}.

## Storia
La prima seria proposta di un collisore ebbe origine presso la Midwestern Universities Research Association (MURA). Il gruppo propose la costruzione di due anelli acceleratori FFAG tangenti a settore radiale (FFAG sta per fixed-field alternating gradient, lett. "gradiente alternante a campo fissato"). Tihiro Ohkawa, uno degli autori della prima pubblicazione, proseguì e sviluppò un progetto per un acceleratore FFAG a settore radiale in grado di acceleratori due fasci di particelle in rotazione contraria all'interno di un unico anello di magneti. Il terzo prototipo di FFAG costruito dal gruppo MURA fu un macchina di elettroni da 50 MeV costruita nel 1961 per dimostrare la fattibilità del concetto.
Gerard K. O'Neill propose di utilizzare un singolo acceleratore per iniettare particelle dentro una coppia di anelli di stoccaggio tangenti. Come nell'originaria proposta della MURA, le collisioni sarebbero avvenute nella sezione tangente. Il vantaggio degli anelli di stoccaggio sta nel fatto che l'anello può accumulare un grande flusso del fascio maggiore del flusso dell'acceleratore che inietta le particelle.
I primi collisori elettrone-positrone sono stati costruiti a cavallo tra gli anni 1950 e 1960 in Italia, al Istituto nazionale di fisica nucleare di Frascati vicino a Roma, dal fisico italo-austriaco Bruno Touschek e negli Stati Uniti, dal gruppo congiunto di Stanford e Princeton che comprendeva William C. Barber, Bernard Gittelman, Gerry O'Neill, e Burton Richter. Nello stesso periodo, venne sviluppato e costruito indipendentemente il collisore di elettroni VEP-1 sotto la supervisione di Gersh Budker nell'istituto di fisica nucleare sovietico di Novosibirsk. Le prime osservazioni delle reazioni delle particelle nei fasci in collisione sono state riportate quasi simultaneamente dai tre gruppi tra 1964 e 1965.
Nel 1966 al CERN iniziarono i lavori che avrebbero portato all'Intersecting Storage Rings, il primo collisore di adroni; il collisore diventò operativo nel 1971. Tale apparato era costituito da una coppia di anelli di stoccaggio che accumulavano e collidevano protoni iniettati dal sincrotrone Proton Synchrotron.
Nel 1968 iniziò la costruzione presso il Fermilab di un complesso di acceleratori di protoni di energia maggiore. Sarebbe diventato il Tevatron e nell'ottobre 1985 vennero registrate le prime collisioni protone-antiprotone all'energia del centro di massa pari a 1,6 TeV, diventando così la collisione di energia maggiore mai ottenuta all'epoca. L'energia raggiunse poi i 1,96 TeV e alla fine dell'attività nel 2011 la luminosità del collisore aveva superato 430 volte il suo obiettivo di progettazione originale.
Dal 2009, il collisore più energetico al mondo è il Large Hadron Collider (LHC) al CERN. Attualmente opera a 13-14 TeV di energia nel centro di massa in collisioni protone-protone. Per investigare con maggior dettaglio la fisica elettrodebole e di Higgs e superare la frontiera energetica di LHC, sono attualmente in esame più di una dozzina di futuri progetti di collisori di particelle di vario tipo: circolari o lineari, adronici (protone-protone o ione-ione) o leptonici (elettrone-positrone o muone-muone), o misti (elettroni e ioni/protoni).

## Collisori operativi
Le informazioni sono state prese dal sito del Particle Data Group.
| Acceleratore | Centro, città, campagna        | Prima operazione | particelle accelerate  | energia massima per fascio, GeV                | Luminosità, 1030 cm−2 s−1  | Perimetro (lunghezza), km |
| ------------ | ------------------------------ | ---------------- | ---------------------- | ---------------------------------------------- | -------------------------- | ------------------------- |
| VEPP-2000    | INP, Novosibirsk, Russia       | 2006             | e+e−                   | 1.0                                            | 100                        | 0.024                     |
| VEPP-4М      | INP, Novosibirsk, Russia       | 1994             | e+e−                   | 6                                              | 20                         | 0.366                     |
| BEPC II      | IHEP, Pechino, Cina            | 2008             | e+e−                   | 2.45                                           | 1000                       | 0.240                     |
| DAFNE        | LNF, Frascati, Italia          | 1999             | e+e−                   | 0.510                                          | 453                        | 0.098                     |
| SuperKEKB    | KEK, Tsukuba, Giappone         | 2018             | e+e−                   | 7 (e−), 4 (e+)                                 | 24000                      | 3.016                     |
| RHIC         | BNL, NY, Stati Uniti           | 2000             | p, Au-Au, Cu-Cu, d-Au  | 255, 100/n                                     | 245, 0.0155, 0.17, 0.85    | 3.834                     |
| LHC          | CERN, Ginevra, Svizzera/France | 2008             | pp, PB-Pb, p-Pb, Xe-Xe | 6500 (previsto 7000), 2560/n (previsto 2760/n) | 21000, 0.0061, 0.9, 0.0004 | 26.659                    |